# Downtown (canção de Lady Antebellum)
Downtown é o título de uma canção gravada pela banda norte-americana de música country Lady Antebellum. Foi lançado em janeiro de 2013 como o primeiro single de Golden, o quinto álbum de estúdio da banda. A canção foi escrita por Luke Laird, Shane McAnally e Natalie Hemby. Originalmente, a música estava destinada à cantora Miranda Lambert.

## Recepção da crítica
Billy Dukes, da Taste of Country, deu a canção quatro estrelas e meia de cinco, dizendo que "a guitarra relembrou o ano de 1962 e empurrou a banda em uma nova direção animadora" e "Hillary Scott parece que nunca se divertiu tanto em uma gravação".

## Videoclipe
O vídeo da música foi dirigido por Peter Zavadil e liberado em março de 2013 no E! News.

## Performance comercial
"Downtown" estreou na 42ª posição no Hot Country Songs no dia 9 de fevereiro de 2013, mas posteriormente atingiu a 2ª posição. Em julho do mesmo ano, a canção foi premiada com o certificado de platina da Recording Industry Association of America.
| Paradas                                  | Melhor posição |
| ---------------------------------------- | -------------- |
| Canadá - Canadian Hot 100                | 26             |
| Coreia do Sul - Gaon                     | 60             |
| Estados Unidos - Billboard Hot 100       | 2              |
| Estados Unidos - Billboard Country Songs | 29             |
| Japão - Japan Hot 100                    | 98             |